# Zhabei

Zhabei vor 2015

Zhabei (chinesisch 閘北區 / 闸北区, Pinyin Zháběi Qū) war bis zum Jahr 2015 einer von zehn inneren Stadtbezirken der regierungsunmittelbaren Stadt Shanghai in der Volksrepublik China. Der Bezirk hatte eine Fläche von 29,26 Quadratkilometern und 707.869 Einwohner (2003). Die Bevölkerungsdichte betrug 24.192 Einwohner pro Quadratkilometer.
Am 4. November 2015 wurde Zhabei mit dem Bezirk Jing’an fusioniert. Obwohl Zhabei die größere Fläche und Einwohnerzahl hatte, erhielt der fusionierte Bezirk den Namen Jing’an.

## Administrative Gliederung
Auf Gemeindeebene setzte sich Zhabei aus acht Straßenvierteln und einer Großgemeinde zusammen. Diese waren:
| Straßenviertel Tianmu Xilu (天目西路街道), Regierungssitz des Stadtbezirks; Straßenviertel Baoshan Lu (宝山路街道); Straßenviertel Beizhan (北站街道); Straßenviertel Daning Lu (大宁路街道); Straßenviertel Gonghe Xinlu (共和新路街道); | Straßenviertel Linfen Lu (临汾路街道); Straßenviertel Pengpu Xincun (彭浦新村街道); Straßenviertel Zhijiang Xilu (芷江西路街道); Großgemeinde Pengpu (彭浦镇). |